# Wu Jing (Östliche Han-Dynastie)
Wu Jing (chinesisch 吳景; † 203) war ein Beamter der Späteren Han-Dynastie. Seine Schwester Wu war mit dem General Sun Jian vermählt. Wu Jing diente zunächst dem Warlord Yuan Shu in seinen Feldzügen gegen Tao Qian und Liu Yao, bevor er sich gemeinsam mit Sun Ben dem jungen Sun Ce anschloss, dem Sohn seines Schwagers. Unter ihm wurde er Marquis von Danyang. Nach seinem Tod folgte ihm Sun Yi ins Amt, der ein Bruder Sun Ces war. Wu Jing hinterließ zwei Söhne: Wu Fen und Wu Qi. Wu Fens Sohn Wu An freundete sich später mit dem Beamten Gu Tan an, Wu Qis Sohn Wu Xuan heiratete eine Tochter Teng Yins.
| Personendaten    | Personendaten                     |
| ---------------- | --------------------------------- |
| NAME             | Wu, Jing                          |
| ALTERNATIVNAMEN  | 吳景 (chinesisch)                 |
| KURZBESCHREIBUNG | Beamter der späteren Han-Dynastie |
| GEBURTSDATUM     | 2. Jahrhundert                    |
| STERBEDATUM      | 203                               |